# Slachtoffer gezocht
Slachtoffer gezocht is een hoorspel van Henri Crespi. De TROS zond het uit op woensdag 6 juni 1973 (met een herhaling op woensdag 13 september 1978). De regisseur was Rob Geraerds. De uitzending duurde 40 minuten.

## Rolbezetting
- Hans Tiemeyer (commissaris)
- Willy Ruys (Boujon)
- Peter Aryans (Ander)
- Fé Sciarone (Madame Ander)
- Tonny Foletta (Gerbo)
- Dogi Rugani (Madame Gerbo)
- Bob Verstraete (Dartois)

## Inhoud
Bij het begin van deze thriller geeft de dader merkwaardig genoeg zichzelf aan: François Ander, 40 jaar, autoverkoper. Terwijl hij z’n likeurtje drinkt, bekent hij aan Reine Gerbo, de vrouw van de caféhouder, zijn misdaad in de niet mis te verstane bewoording: “Ik heb iemand vermoord.” Mensen zijn niet gauw geneigd dit soort spontane bekentenissen te geloven en Ander heeft dan ook de grootste moeite iemand te overtuigen van zijn misdrijf. Zelfs Boujon, de assistent van commissaris Briquet, gelooft Ander niet en vindt hem “een dorpsknul die wel graag een lastige buurman een hak zou willen zetten.” Er volgen allerlei verwarrende misverstanden. Reine moet ten slotte trachten Ander echt aan het praten te krijgen. Uiteraard wordt de hele zaak ten slotte opgehelderd, of om het met de woorden van de commissaris te zeggen: “Als er een moordenaar is, moet er ook een slachtoffer zijn. Doorgaans is er een slachtoffer en spoort men de moordenaar op. Wij hebben bij wijze van afwisseling het omgekeerde moeten doen, maar het slachtoffer is gevonden…”